# Coupe du monde de cyclo-cross 1995-1996
Navigation
1994-1995 1996-1997
La 3e édition de la coupe du monde de cyclo-cross s'est déroulée entre les mois d'octobre 1995 et janvier 1996. Elle comprenait sept manches disputées par les hommes. Le classement général a été remporté par l'Italien Luca Bramati.

## Résultats
| #  | Lieu                 | Date        | Vainqueur          | Deuxième            | Troisième      |
| -- | -------------------- | ----------- | ------------------ | ------------------- | -------------- |
| 1. | Wangen               | 15 octobre  | Luca Bramati       | Richard Groenendaal | Dieter Runkel  |
| 2. | Heerlen              | 29 octobre  | Luca Bramati       | Richard Groenendaal | Jérôme Chiotti |
| 3. | Variano di Basiliano | 3 novembre  | Luca Bramati       | Wim De Vos          | Beat Wabel     |
| 4. | Prague               | 2 décembre  | Dieter Runkel      | Daniele Pontoni     | Jiří Pospíšil  |
| 5. | Igorre               | 10 décembre | Daniele Pontoni    | Luca Bramati        | Jiří Pospíšil  |
| 6. | Loenhout             | 28 décembre | Paul Herijgers     | Richard Groenendaal | Luca Bramati   |
| 7. | Pontchâteau          | 11 janvier  | Adrie van der Poel | Richard Groenendaal | Luca Bramati   |

## Classement final
|    | Coureur             | Pays     | Pts |
| 1  | Luca Bramati        | Italie   | 100 |
| 2  | Richard Groenendaal | Pays-Bas | 83  |
| 3  | Beat Wabel          | Suisse   | 63  |
| 4  | Dieter Runkel       | Suisse   | 57  |
| 5  | Daniele Pontoni     | Italie   | 56  |
| 6  | Adrie van der Poel  | Pays-Bas | 54  |
| 7  | Erwin Vervecken     | Belgique | 49  |
| 8  | Wim de Vos          | Pays-Bas | 46  |
| 9  | Radomir Simunek     | Tchéquie | 45  |
| 10 | Jérôme Chiotti      | France   | 43  |